# Digimon Adventure: Anode/Cathode Tamer
Digimon Adventure: Anode/Cathode Tamer è un videogioco pubblicato e sviluppato da Bandai per WonderSwan e WonderSwan Color. Il videogioco, in realtà, consta di due differenti giochi: Digimon Adventure: Anode Tamer (デジモンアドベンチャー アノードテイマー?, Dejimon Adobenchā: Anōdo Teimā) e Digimon Adventure: Cathode Tamer (デジモンアドベンチャー カソードテイマー?, Dejimon Adobenchā: Kasōdo Teimā). Questo è, inoltre, uno dei pochi giochi di WonderSwan pubblicato anche in lingua inglese.

## Trama
Ryo è un ragazzo di circa 11 anni che vive in una confortevole casa a due piani assieme ai suoi genitori. Il 31 dicembre del 1999, Ryo sta chattando in rete, quando ad un tratto sopraggiunge un black out e Ryo è incaricato da sua madre di controllare i fusibili. Successivamente, una voce chiama Ryo da computer e gli chiede di toccare il dispositivo. Il ragazzo (ingenuamente) lo fa.
Ryo si ritrova catapultato in una foresta, e di fronte a lui c'è Agumon, il compagno di Tai. Agumon spiega al ragazzo che egli è stato convocato per combattere contro un Digimon malvagio chiamato Millenniummon, il quale ha catturato tutti i DigiPrescelti.
Inizialmente, Ryo credere di essere in un sogno dovuto ai troppi videogiochi, ma dopo si convince che non ha altra scelta se non quella di salvare i DigiPrescelti dalle grinfie di Millenniummon. Lungo la sua strada, Ryo trova alcuni Digimon alleati dei DigiPrescelti come Leomon, Piximon e Andromon ma anche Digimon malvagi come Myotismon, Etemon e Piedmon. Infine, Ryo si scontra con Millenniummon e, dopo una lunga e dura battaglia, il ragazzo libera l'ultimo digiprescelto, Tai. Dopo un caloroso addio rivolto ai suoi nuovi amici, Ryo torna finalmente a casa.

## Accoglienza
Al momento dell'uscita, i quattro recensori della rivista Famitsū hanno dato un punteggio di 25/40 alla versione Anode Tamer.